# 브랜퍼드 마살리스
브랜퍼드 마살리스(영어: Branford Marsalis, 1960년 8월 26일 ~ )는 미국의 색소폰 연주자, 작곡가, 밴드 리더이다. 주로 브랜포드 마살리스 콰르텟의 리더로서 재즈에서의 활동으로 유명하지만, 클래식 앙상블과 솔로 가수로서 자주 공연하며 그룹 벅샷 르퐁크를 이끌었다. 1992년부터 1995년까지 그는 투나잇 쇼 밴드를 이끌었다.

## 어린 시절
마살리스는 루이지애나주 브로브리지에서 태어났다. 그는 재즈 가수이자 대리 교사인 돌로레스(전 페르디난드)와 피아니스트이자 음악 교수인 엘리스 마르살리스의 아들이다. 그의 형제인 제이슨 마살리스, 윈튼 마살리스, 델파요 마살리스는 재즈 음악가이기도 하다.

## 경력

### 1980년~85년
1980년 중반, 버클리 음대 학생이었던 마살리스는 드러머 아트 블래키가 이끄는 대형 앙상블에서 알토와 바리톤 색소폰을 연주하며 유럽을 순회했다. 라이어널 햄프턴과 클라크 테리와의 다른 빅 밴드 경험들이 그 다음 해에 이어졌고, 1981년 말에는 알토 색소폰으로 그의 동생 윈튼과 블래키의 재즈 메신저스로 합류했다. 1981년 허비 행콕과 함께 한 일본 투어를 포함한 그의 동생과의 다른 공연들은 그의 동생 윈튼의 첫 퀸텟을 형성하도록 이끌었으며, 여기서 마살리스는 그의 중점을 소프라노와 테너 색소폰으로 옮겼다. 그는 1985년까지 윈튼과 함께 작업을 계속했는데, 이 기간에는 자신의 첫 음반인 《Scenes in the City》가 발매되었고, 마일스 데이비스와 디지 길레스피를 포함한 다른 아티스트들과 게스트로 출연했다.

### 1985년~95년
1985년, 그는 록 밴드 폴리스의 가수이자 베이시스트인 스팅과 함께 그의 첫 솔로 프로젝트인 《The Dream of the Blue Turtles》에 참여했고, 재즈와 세션 음악가인 오마르 하킴, 베이스의 대릴 존스, 키보드의 케니 커클랜드와 함께 했다. 그는 스튜디오에서 스팅의 라인업에 고정적이 되었고 1999년 《Brand New Day》가 발매될 때까지 계속 활동했다.